# Henri Sainte-Claire Deville

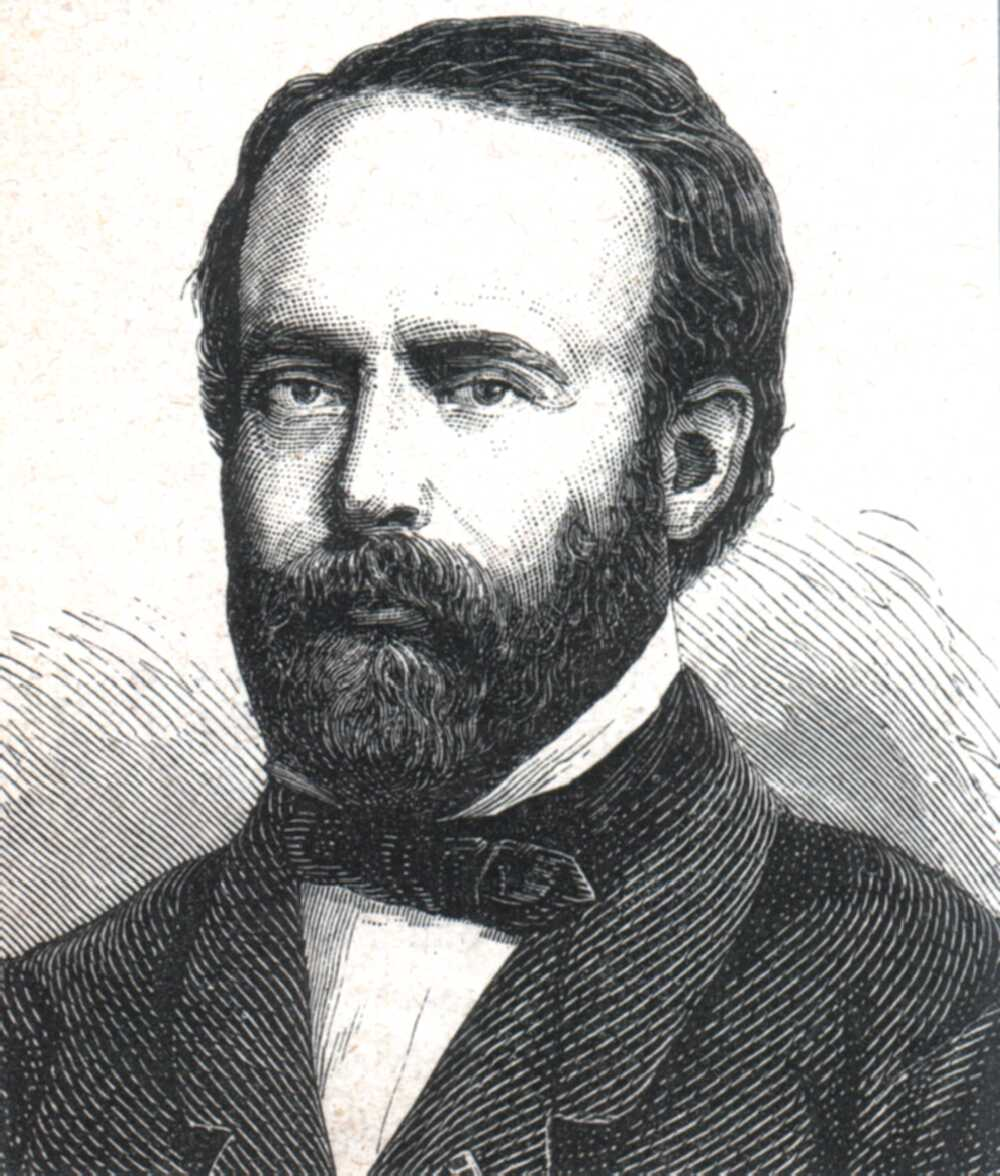
Henri Sainte-Claire Deville.

Henri Étienne Sainte-Claire Deville, född 11 mars 1818 på Saint Thomas, död 1 juli 1881 i Boulogne-sur-Seine, var en fransk kemist. Han var bror till Charles Sainte-Claire Deville.
Sainte-Claire Deville blev 1845 professor vid universitetet i Besançon samt 1851 vid École normale supérieure och 1859 vid Sorbonne i Paris. Han blev medlem av Institut de France 1861. 
Sainte-Claire Deville utförde ett stort antal undersökningar inom den oorganiska kemins område och upptäckte därunder salpetersyrans anhydrid. Han grundlade även aluminiumfabrikationen och lämnade viktiga bidrag till platinametallernas metallurgi. Genom sina undersökningar över kemiska föreningars dissociation blev han banbrytare inom detta område av kemin, inom vilket han också bildade skola. Hans arbeten publicerades till större delen i "Annales de chimie et de physique" och i "Comptes rendus". 
På samma gång som Sainte-Claire Deville genom sina dissociationsarbeten blev en av grundläggarna av den moderna teoretiska kemin, lade han fäste han även stor vikt vid denna vetenskaps praktiska tillämpningar. Han var utgav sina Leçons de chimie (två volymer 1868).